# 윌리엄 제임스 사이디스

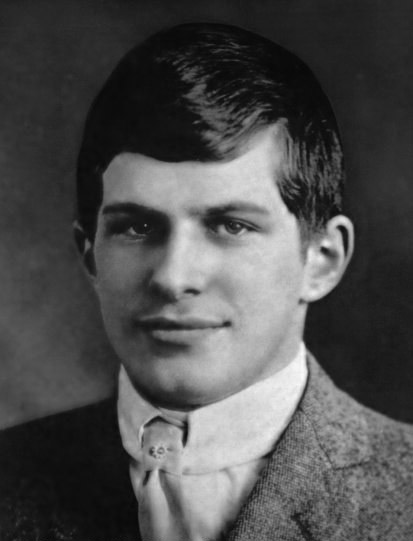
윌리엄 제임스 사이디스, 1914년

윌리엄 제임스 사이디스(William James Sidis, 1898년 4월 1일 ~ 1944년 7월 17일)는 조숙함으로 유명해졌고, 후에는 대중의 눈에서 벗어난다거나 기행을 함으로써 인해 유명해졌다. 그는 후기 삶에서 수학에서 완전히 벗어나, 익명으로 수많은 주제에 관한 글을 썼다.
다만, 윌리엄 제임스 사이디스의 공식적인 지능검사기록은 존재하지 않는다.  당시에는 전세계 공식적인 지능검사인 웩슬러 지능 검사가 보급되지 않았을뿐더러, 사이디스가 살았던 20세기 초는 지능지수가 대중들에게 생소한 개념이었기 때문에 관련 연구가 활발히 진행되지 않았기 때문이다. 
즉, 윌리엄 제임스 사이디스의 공식적인 지능검사는 존재하지 않으므로 관련된 과장 허위 사실에 주의해야한다.

## 생애(객관적으로 확인되지 않은 사실 많음)

#### 부모와 교육 (1898~1909)
윌리엄 제임스 사이디스는 1898년 4월 1일 뉴욕에서 러시아 유대계 이민자의 아들로 태어났다. 윌리엄이라는 이름은 아버지의 친구이자 동료이며, 자신에게는 대부였던 심리학자 윌리엄 제임스의 이름을 따서 지어진 것이다. 그의 아버지 보리스 사이디스(Boris Sidis)는 러시아에서 정치적 박해를 피해 1887년에 미국으로 이주했다. 그의 어머니 사라 만델바움 사이디스(Sarah Mandelbaum Sidis)와 그녀의 가족도 1889년 러시아의 유대인 학살을 피해 미국으로 이주해왔다. 사라는 보스턴 대학교에 진학하고, 1897년에 그곳의 메디컬 스쿨을 졸업했다. 보리스 사이디스는 미국으로 넘어온 지 불과 몇 개월 만에 영어를 구사할 수 있었고, 하버드 대학교에 입학해서 2년 만에 졸업했다. 이후 그는 하버드 대학교에서 심리학 박사 학위와 동 대학 메디컬 스쿨에서 의무박사(M.D.) 학위를 받은 후 그곳에서 심리학을 가르치며 정신과 의사로 활동했다. 그는 수많은 논문과 책들을 출판한 이상 심리학의 개척자였다. 보리스는 수개국어를 능통하게 구사할 줄 아는 사람이었고, 그의 아들 윌리엄 역시 어린 나이에 그렇게 되었다. 
사이디스의 부모는 자신들의 자녀에게 일반적인 교육과정을 밟게 하는 대신에, 아이를 조숙하게 길러야만 한다고 믿었고, 그렇게 가르쳤다. 그 덕분에 사이디스는 생후 6개월 때 처음으로 말할 수 있었고, 18개월 때 뉴욕 타임즈를 읽을 수 있었다. 그는 8살 때까지 독학으로 8개국어(라틴어, 그리스어, 프랑스어, 러시아어, 히브리어, 튀르키예어, 아르메니아어)를 습득했다. 그리고 스스로 벤더굿(Vendergood)이라는 이름의 인공어를 만들었다. 뉴욕 타임즈는 사이디스에 대해 과학적 교육이 놀라울 정도로 성공한 결과라고 평했다.

#### 하버드 대학교 입학과 대학 생활 (1909~1915)
하버드 대학교는 사이디스가 8살에 입학시험에 통과했을 때 아직 아이라는 이유로 입학을 거부했지만, 1909년 사이디스가 11살이 되면서 특별학생의 자격으로 입학을 허락하였고, 동시에 사이디스는 하버드 대학교의 역대 최연소 입학생이라는 기록을 세웠다. 사이디스가 속해 있던 하버드 대학교의 특별학생 프로그램에는 수학자 노버트 위너, 리처드 버크민스터 풀러, 그리고 작곡가 로저 세션스를 포함하고 있었다. 1910년 초, 그는 수많은 교수와 학생들이 있는 하버드 대학교의 수학클럽에서 사차원 물체에 대한 설명을 하였다. 이에 깊은 인상을 받은 매사추세츠 공과대학교의 다니엘 컴스톡 교수는 사이디스가 미래에 과학계를 이끄는 위대한 사람이 될 것이라고 예견했다. 사이디스는 정규 대학교 과정을 1910년에 시작하여, 1914년 16살의 나이에 쿰 라우데급의 우수한 성적으로 졸업했다. 그후 그는 동 대학 대학원에 진학하여 수학 공부를 계속하였다.

#### 강사 시절과 대학원 공부 (1915~1919)
수학과에서 대학원생으로 있던 사이디스를 하버드 학생들 몇명이 육체적으로 위협하자 그의 부모님은 라이스 대학교에 강사 자리를 구해서 그가 수학 대학원생 겸 강사로 지낼 수 있도록 했다. 그러나 그는 수학부의 필수 티칭양(teaching requirements)과 자신보다 나이가 많은 학생들이 자신을 대하는 태도에 결국에 그만두었고 뉴 잉글랜드로 돌아갔다. 수학 분야에서 대학원 공부를 계속할 의욕을 잃은 사이디스는 1916년 9월 하버드 로스쿨에 입학했으나 3학년 2학기 때 졸업을 얼마 안 남은 상황에 좋은 성적으로 로스쿨을 중퇴했다. 

#### 방황
그 와중 사회주의자, 무신론자, 좌익주의자들이 대거 참여한 노동절 전쟁반대운동에 참여한 뒤 징역 18개월을 선고받았다. 그는 양심적 병역거부자였는데, 그 자신이 전쟁에 대한 극도의 혐오감을 갖고 있었다. "하나님을 믿느냐"는 판사의 질문에 대해 사이디스는 "나는 어떠한 신도 믿지 않는다"고 답했다.
석방 이후 사이디스의 부모는 그를 정신병원에 가두겠다고 협박했다. 이 말에 화가난 그는 부모와 의절한 뒤 미국 동부로 도주, 그곳에서 단순노동으로 생계를 이어나갔다.
그는 자신의 일거수일투족을 기사화하는 언론들을 상대로 사생활 침해로 고소했지만 법원이 '당신은 너무 유명하기 때문에 사실상 공인이다.'라고 판정해 지방법원과 고등법원에서 패소했다. 7년여간의 힘든 법정싸움 끝에, 그는 연방정부 대법원에서 자신의 권리를 인정받았다.
35살에는 뉴욕시 공무원 시험에 합격했으나 석차는 254등이었다.
성인이 된 이후의 사이디스는 25개 국어를 구사한 것으로 알려져 있다. 그는 익명으로 여러 가지 논문과 책을 저술했는데 분야는 다양해 우주, 공간, 언어, 사회, 전차, 교통, 심리, 아메리카 원주민의 역사 등이 있다. 또한 발명을 통해 특허도 받았다. 기존의 퍼페추얼 캘린더 구조에서 윤년까지 계산되는 퍼페추얼 캘린더를 새로운 형식으로 개발해 특허를 받았다. 

## 어린시절 사이디스가 한 일(신화적 얘기에 가까움)
이러한 내용들은 증거가 없으므로 과장, 와전 될 여지가 많다.
- 생후 6개월때 숟가락을 사용하여 스스로 식사를 하려고 했다. 그리고 2개월 뒤에는 성공했다.
- 생후 6개월에 문(Door)이라고 말했다. 2개월 후, 어머니 사라를 향해 문, 사람들, 움직이는 것들이 좋다고 말했다.
- 생후 7개월에 달을 가리키며 "달"이라고 말했다. 그리고 자신만의 달을 갖고 싶어했다.
- 1살 때 철자법을 익혔다.
- 3살 때 타이핑을 시작했다. 타자기에 접근 할 수 있도록 높은 의자를 사용했다. 처음 입력한 것은 장난감 회사에 장난감을 주문하는 편지였다.
- 4살 때 아버지의 생일 선물로 라틴어로 된 갈리아 전기를 낭독했다.
- 4살 때 고대 그리스어로 된 호메로스의 작품들을 원서로 읽었다.
- 6살 때는 아리스토텔레스의 논리학을 습득했다.
- 6살 때, 러시아어, 프랑스어, 독일어, 히브리어를 습득했다. 또한 튀르키예어와 아르메니아어를 습득했다.
- 6살 때 어떤 날짜를 지정하면 요일을 계산하고 맞출 수 있었다.
- 6살 때 메디컬 스쿨 해부학 교과서인 '그레이 해부학'(그레이 아나토미)를 배웠다. 대학 수준의 수학 시험에서 합격점을 맞췄다.
- 6살에 브루클린에 있는 통합학교에 다니기 시작했다. 너무 이해도가 빠르기 때문에, 3일만에 3학년에 진급. 7개월 만에 졸업했다.
- 7살 때 메디컬 스쿨 해부학 필기시험을 보아 높은 성적을 거두었다
- 8세 때 9개 국어를 구사했다.
- 8세 때 스스로 자신만의 인공언어인 벤더굿(Vandergood)을 만들었다.
- 8세 때 수학과목에 있어 아버지 보리스를 추월했다.
- 8세 때 하버드 대학 교수 E .V 헌팅턴이 쓴 수학 교과서를 교정했다.
- 4세에서 8세 사이에 4권의 책을 집필했다. 해부학과 천문학 책도 썼지만, 분실되고 현존하지 않는다.
- 10세 때 하버드 대학의 논리학 교수가 쓴 논문을 정정했다.
- 11세 때 굉장히 고차원적인 수학과 천문학을 익혔다.

## 같이 보기
- 사반트 증후군

## 참조
- LaMay, Craig L. (2003). 《Journalism and the Debate Over Privacy》. LEA's Communication Series. Mahwah, NJ: Lawrence Erlbaum Associates, Inc. ISBN 9780805846263.
- Wallace, Amy (1986). 《The prodigy: a biography of William James Sidis, America's greatest child prodigy》. New York: E.P. Dutton & Co. ISBN 0-525-24404-2.
- A review of "The Prodigy" by Martha Brassil
- Book review by Robert N. Seitz, Ph.D.